# Güntersen
Güntersen ist ein Ortsteil des Fleckens Adelebsen im Süden Niedersachsens.

## Geographie

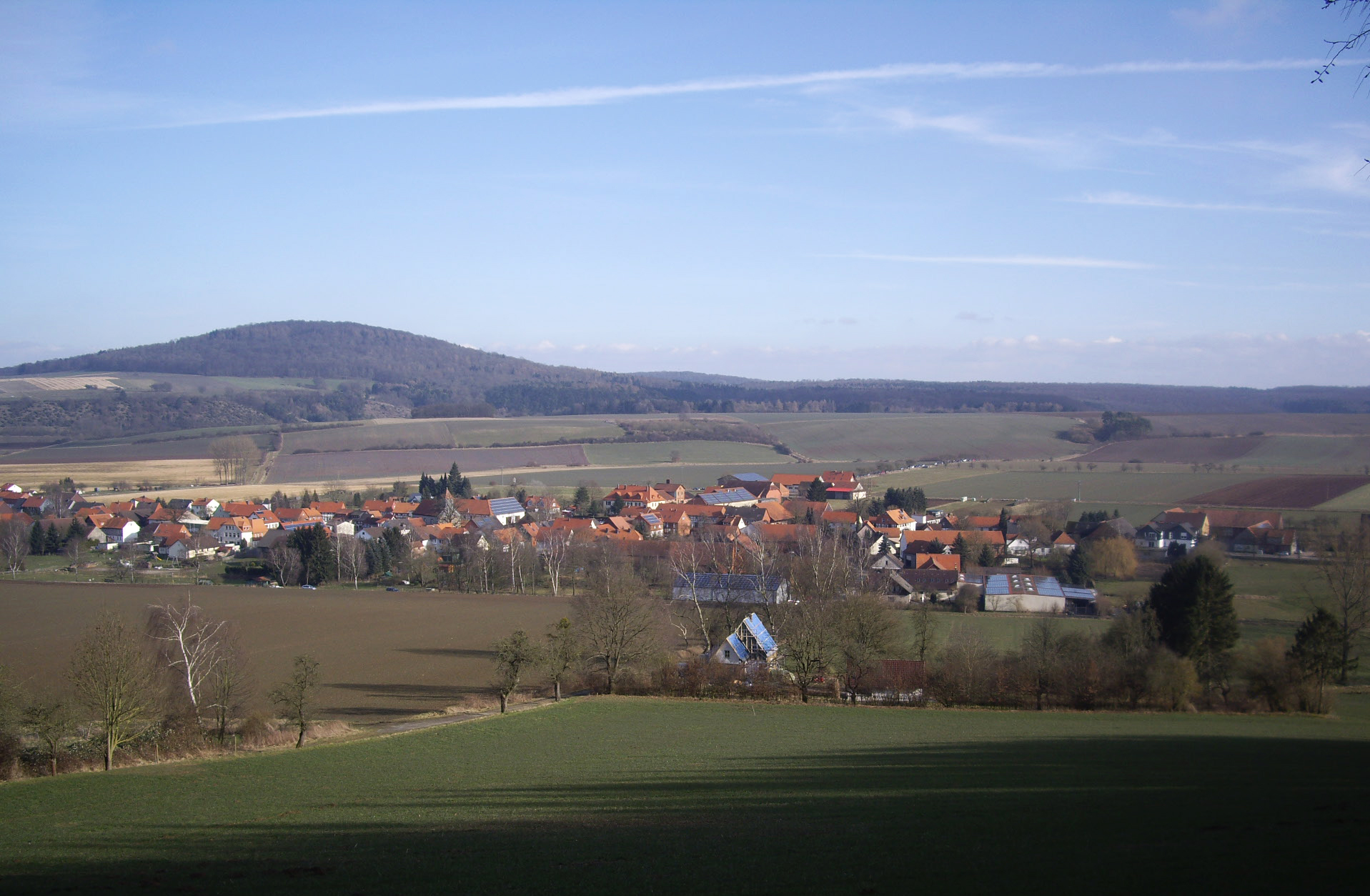
Blick vom Backenberg auf Güntersen, im Hintergrund der Ossenberg

Güntersen liegt als Ortsteil sechs Kilometer südlich vom Flecken Adelebsen und 18 km westlich von der Stadt Göttingen. Nach der naturräumlichen Gliederung des Bundesamtes für Naturschutz liegt Güntersen in dem Naturraum Sollingvorland. Unmittelbar westlich des Ortes erhebt sich der 330 m ü. NN hohe bewaldete Backenberg, ein Basaltkegel mit Abbaukrater. Die Auschnippe fließt 1,5 km östlich und nördlich des Ortes.

## Geschichte
Die erste Nennung von Güntersen als „Gunteresu“ im Jahre 1059 erfolgte in einer Urkunde von König Heinrich IV. Die Kirche wurde 1734 gebaut. Am 1. Januar 1973 wurde Güntersen in den Flecken Adelebsen eingegliedert.

## Vereine und Sport
Güntersen verfügt über einen Rasensportplatz, Tennisplatz, Basketballplatz und einen Bouleplatz. Das Kulturleben in Güntersen wird bestimmt durch Vereine, wie dem Sportverein, Gesangverein, Heimatverein, Schützenverein, Theaterverein und die Freiwillige Feuerwehr.

## Politik

### Ortsrat
Güntersen wird auf kommunaler Ebene von einem Ortsrat mit sieben Mitgliedern vertreten.
Seit der Kommunalwahl 2021 setzt sich der Ortsrat ausschließlich aus zwei Ratsfrauen und fünf Ratsherren der Wählergruppe „Günterser Liste“ (WG GL) zusammen.

### Ortsbürgermeisterin
Ortsbürgermeisterin ist seit November 2021 Gudrun Sakowsky von der Günterser Liste. Ihre Stellvertreter sind Jan-Hendrik Spalke und Julian Schäfer (beide WG GL).

### Wappen
Am 31. August 1950 übergab die Kreisverwaltung Northeim das Wappen der Gemeinde Güntersen, verliehen vom Niedersächsischen Minister des Innern.
Es ist ein von Blau und Silber gespaltenes Schild mit zwei Ähren in verwechselten Farben. Es soll sowohl den wirtschaftlichen Charakter des Ortes als Bauerndorf als auch seine geschichtliche Zugehörigkeit zum alten Gericht und Amt Adelebsen symbolisieren.

## Verkehr
Güntersen ist im Verkehrsverbund Süd-Niedersachsen. Die Buslinie 115 verläuft von Göttingen über Güntersen nach Adelebsen. Teilweise muss in Esebeck umgestiegen werden.